# 湖滨学校 (西雅图)
湖滨学校（英語：Lakeside School）是位于华盛顿州西雅图市北郊的哈勒尔湖畔的一所私立学校，提供美制5-12年级的课程。

湖濱學校校園

## 历史
1919年，弗兰克·莫兰在西雅图市丹尼-布莱恩区的华盛顿湖畔创办了莫兰-湖滨学校（Moran-Lakeside School）。而5年之前，莫兰在班布里奇岛还开办了莫兰男校（Moran School for Boys）。
1923年，两校合并，并更名为湖滨日间学校（Lakeside Day School）。同年，学校迁往了华盛顿公园的布什学校现址处。
1930年，湖滨学校迁至新近落成的校址并沿用至今。
1971年，学校与国会山圣尼古拉斯女校合并而改制为男女同校。